# 本所おけら長屋
『本所おけら長屋』は、畠山健二による日本の時代小説のシリーズ。PHP文芸文庫から刊行。

## 概要
おけら長屋は9尺2間の長屋で台所を兼ねる土間を上がると住居部分は4畳半に過ぎない……
大川（隅田川）に注ぐ竪川のほとり、本所おけら長屋で暮らす貧しき人々が巻き起こす騒動と、小さな奇跡を描く。
第1巻の初版は1万部からスタートした本作品だが、第15巻を発売する頃には、発行部数は117万部を超えるまでの人気作品となっている。

## 作品の特徴
著者の畠山は、漫才などの台本を手掛ける演芸作家であるためか、本作は登場人物の会話を中心に構成され、読者はまるで古典落語の話芸を楽しんでいるかのような錯覚を覚える。また時代小説によくある所作の克明な描写、風習、時代背景に関しての補足説明などを可能な限り排除している事もテンポよく読み進められる要因と言えよう。
将軍様や天子様の人物名、元号などの具体的な記述がないため、作品の正確な時代設定は不明である。

## 登場人物

### おけら長屋の住人
万造
米屋の奉公人。飲む打つ買うの遊び人でだらしがない。暮らしは常に困窮しており、家賃や飲み屋のツケも溜まっている。
松吉
酒屋の奉公人。万造同様の遊び人でだらしがない。万造と二人「万松」の愛称で呼ばれる迷コンビを組んで、おけら長屋を騒動に巻き込んでゆく。
島田鉄斎
浪人で剣の達人。剣道場の師範や商家の用心棒などを引き受けながら、自由気ままに生活している。
八五郎
左官屋。腕のいい職人だが喧嘩っ早い。
お里　
八五郎の妻。独身の住人には何かと世話を焼きたがる母親的存在。
お糸
八五郎、お里の娘。長屋の男衆からは妹のように可愛がられている。八五郎の弟弟子、文七と結婚し長屋を出て生活している
徳兵衛
大家。
与兵衛
乾物屋のご隠居。商いのクセで人を値踏みするクセがあり、そのことで人間関係が上手くゆかないこともしばしば。
久蔵
呉服屋の手代。ワケありげなお染に惚れるが、恋は成就しなかった。その後にお梅と結ばれ幸せな所帯を持つ。
お梅
久蔵の妻。湯屋で不幸な目に会い身籠ってしまうが、万松をはじめ長屋の住人のとりなしで、久蔵と結ばれる。
お染
訳ありなげな苦労人。得意の針仕事で生計を立てている。暗い過去と決別し明るさを取り戻しつつある。
辰次
魚屋の棒手売。長屋を借りる住人としては一番若い。
金太
八百屋の棒手売。野菜の区別はおろか、銭勘定さえあやしい。与太金、馬鹿金、抜け金などと呼ばれ、ヌケている事を万松の二人に利用されるが、決して彼らは金太を除け者にはしない。
喜四郎
お奈津
喜四郎の妻。

### おけら長屋に係わる人々
聖庵
聖庵堂の医師　貧しい町民でも診察を断らない。聖庵の人柄に心酔するお満は実家を飛び出して、聖庵の元で医術を学ぶ。
お満
聖庵堂の医師見習い。実家は薬種問屋の大店である木田屋。
木田屋宗右衛門
薬種問屋・木田屋の主人　娘に愛想を尽かされるほどの吝嗇家。ただし節約に節約を重ねるには理由があった。
黒田三十朗
旗本の三男坊を名乗る武士。おけら長屋の住人からは殿さまと呼ばれ親しまれている。ただしそれは世を忍ぶ仮の姿で、本当は津軽黒石藩の藩主、甲斐守高宗といい、かつて鉄斎が仕えた本物の殿様。
工藤惣二郎
黒石藩の家老。鉄斎とは旧知の仲。鉄斎の能力を高く評価している。
田村真之介
黒石藩の用人見習い。自由に振舞う藩主・高宗と規律を重んじる家老・工藤の間で板挟みになる。
お栄
おけら長屋の住人が馴染みにする居酒屋・三祐の接客係。客あしらいが上手。

## シリーズ一覧
| #  | タイトル           | 発行日        | ISBN                | 出版        |
| -- | ------------------ | ------------- | ------------------- | ----------- |
| 1  | 本所おけら長屋     | 2013年7月30日 | ISBN 978-4569760414 | PHP文芸文庫 |
| 2  | 本所おけら長屋二   | 2014年3月10日 | ISBN 978-4569761572 | PHP文芸文庫 |
| 3  | 本所おけら長屋三   | 2014年9月10日 | ISBN 978-4569762340 | PHP文芸文庫 |
| 4  | 本所おけら長屋四   | 2015年3月9日  | ISBN 978-4569763132 | PHP文芸文庫 |
| 5  | 本所おけら長屋五   | 2015年9月10日 | ISBN 978-4569764115 | PHP文芸文庫 |
| 6  | 本所おけら長屋六   | 2016年3月9日  | ISBN 978-4569764993 | PHP文芸文庫 |
| 7  | 本所おけら長屋七   | 2016年9月10日 | ISBN 978-4569766072 | PHP文芸文庫 |
| 8  | 本所おけら長屋八   | 2017年2月20日 | ISBN 978-4569766805 | PHP文芸文庫 |
| 9  | 本所おけら長屋九   | 2017年8月8日  | ISBN 978-4569767482 | PHP文芸文庫 |
| 10 | 本所おけら長屋十   | 2018年2月6日  | ISBN 978-4569768113 | PHP文芸文庫 |
| 11 | 本所おけら長屋十一 | 2018年8月7日  | ISBN 978-4569768472 | PHP文芸文庫 |
| 12 | 本所おけら長屋十二 | 2019年2月7日  | ISBN 978-4569768786 | PHP文芸文庫 |
| 13 | 本所おけら長屋十三 | 2019年8月1日  | ISBN 978-4569769479 | PHP文芸文庫 |
| 14 | 本所おけら長屋十四 | 2020年3月25日 | ISBN 978-4569900025 | PHP文芸文庫 |
| 15 | 本所おけら長屋十五 | 2020年9月25日 | ISBN 978-4569900711 | PHP文芸文庫 |
| 16 | 本所おけら長屋十六 | 2021年3月24日 | ISBN 978-4569901121 | PHP文芸文庫 |
| 17 | 本所おけら長屋十七 | 2021年9月22日 | ISBN 978-4569901534 | PHP文芸文庫 |

装画
倉橋三郎 従来のブックカバーを担当　　　　
三木謙次 従来のブックカバーと同じ大きさの、特別フルカバー帯のイラストを担当
- 女性書店員の声をヒントに、従来のブックカバーに、三木謙次がイラストを描き下ろした「特別フルカバー帯」が用意された。従来の時代劇小説の装丁にはない、イラストソフトを用いて描かれた滑稽本の挿絵のような装画は、女性読者の獲得に大きく貢献した。
- 本来、第一巻はタイトルに巻数が打たれていない。ただし新装版の特別フルカバー帯には巻数が打たれている。

## 関連作品
- 超入門! 江戸を楽しむ古典落語　ISBN 978-4-569-76211-1 漫才などの台本を書く作家でもある畠山が、落語の世界をわかりやすく紹介する入門書

## ラジオ小説
IBC岩手放送（IBCラジオ）の朗読番組『ラジオ文庫』では、ラジオ小説が製作され、番組サイトから無料で聴取できる。朗読は大塚富夫　（IBCアナウンサー）、後藤のりこ（フリーアナウンサー）